# Nữ thần rắn 2
Nữ thần rắn 2 (tên gốc tiếng Thái: นาคี ๒, còn được biết rộng rãi tại thị trường quốc tế với tên tiếng Anh: Nakee 2) là một bộ phim điện ảnh Thái Lan năm 2018 do đạo diễn Pongpat Wachirabunjong và hãng Act Art Generation phát hành. Phim này là phần hai - cũng là một phần tiếp nối sự thành công của phần một phiên bản cùng tên truyền hình phát sóng năm 2016 trên Channel 3 - cũng là bộ phim rating cao nhất năm của Thái. Phim có sự tham gia của Nadech Kugimiya, Urassaya Sperbund và cùng với cặp diễn viên chính của phần trước Phupoom Pongpanu - Natapohn Tameeruks.

## Nội dung
Soi (Yaya) - cô gái trẻ sinh ra và lớn lên ở một ngôi làng phía Bắc của Thái Lan. Cô dành cả thanh xuân để coi sóc đền thờ nữ thần Nakee nhằm tỏ lòng tôn kính. Nhưng những vụ án chết người kì lạ liên tiếp xảy ra khiến dân làng cho rằng đấy là điềm báo sự trở lại của Nữ Thần Rắn. Đồng thời coi Soi chính là hiện thân của Nữ thần rắn đang quay về báo thù. Soi sẽ phải làm cách nào với những điềm báo này. Liệu cô và cảnh sát Pongprab (Nadech) có giúp dân làng thoát khỏi tai ương hay không? Liệu số phận của các nhân vật sẽ được Nakee định đoạt ra sao?

## Diễn viên
- Urassaya Sperbund vai Sroi-Ubon
- Nadech Kugimiya vai Pongprap [3]
- Phupoom Pongpanu vai Thosapol
- Natapohn Tameeruks vai Kumkaew / Jao Mae Nakee [4]
- Lukkana Wattanawongsiri vai Lumjiak / Nang Paya Nakee
- Poyfai Malaiporn vai Manat Roongruang
- Somphong Kunapratom
- Chaweewan Dumnern
- Piya Trakulrard
- Kraisorn Saenganun
- Saicheer Wongwirot
- Watcharapong Pattama

## Đón nhận
Khác với bản truyền hình, Nữ Thần Rắn 2 mang nội dung tương đối độc lập về chuyện tình của một chàng cảnh sát liêm chính Pongprab (Nadech Kugimiya) và cô thôn nữ dành cả tuổi thanh xuân để coi giữ đền thờ Nữ thần Nakee - Sroi (Yaya Urassaya). Theo dân làng, Sroi chính là hiện thân của Nữ thần rắn đang quay về báo thù và những vụ chết người kì lạ là điểm gở cho sự trở lại của Nữ thần. Trong phim, 2 nhân vật là Nakee (Taew Natapohn) và Tossapol (Ken Phupoom) của phần 1 sẽ chỉ xuất hiện trong một vài phân đoạn, như một sợi dây liên kết với tiền kiếp, giúp đỡ Sroi và cảnh sát Pongparb trong hành trình bảo vệ bình yên cho dân làng.
Phim khởi chiếu vào 18/10 tại Thái Lan và chỉ sau 2 ngày cuối tuần, bộ phim đã thu về gần 200 triệu baht (khoảng 145 tỷ đồng). Sau một tuần công chiếu, phim nhanh chóng cán mốc doanh thu 300 tỷ đồng và tổng doanh thu sau một thời gian càn quét tại các rạp là 420 tỷ đồng. Bên cạnh đó, phim còn vượt qua I Fine Thank You Love You để trở thành tác phẩm có doanh thu phòng vé cao nhất ngày đầu khởi chiếu trong lịch sử điện ảnh Thái. Ngoài ra, Nữ Thần Rắn 2 cũng là phim Thái Lan duy nhất lọt top 5 sản phẩm điện ảnh có doanh thu cao nhất màn ảnh Thái năm 2018, sau Avengers, Jurassic World, Aquaman và Black Panther.
Bên cạnh đó, phim còn xuất sắc vượt qua I Fine Thank You Love You (Nữ gia sư) để trở thành tác phẩm có doanh thu phòng vé cao nhất ngày đầu khởi chiếu trong lịch sử điện ảnh Thái Lan. Vào năm 2014, cơn sốt phòng vé I Fine Thank You Love You thu về 29 triệu baht ngày đầu ra mắt. Còn Nakee 2 đạt tới 40 triệu baht (khoảng 30 tỷ đồng) ngay trong ngày 18/10, chứng tỏ độ hot khủng khiếp của dự án quy tụ toàn sao này.
Tại Việt Nam, bộ phim mới bắt đầu chiếu trong dịp Tết nguyên đán 2019 cùng với các bộ phim doanh thu phòng vé lớn Việt Cua lại vợ bầu, Trạng Quỳnh (Trấn Thành), Tân vua hài kịch (Châu Tinh Trì), Bí kíp luyện rồng: Vùng đất bí ẩn.

## Ca khúc nhạc phim
- สายแนนหัวใจ / Sai Nan Hua Jai - Gong Huayrai